# Pachychoeta virilis
Pachychoeta virilis är en tvåvingeart som först beskrevs av Christian Rudolph Wilhelm Wiedemann 1828.  Pachychoeta virilis ingår i släktet Pachychoeta och familjen rovflugor. Inga underarter finns listade i Catalogue of Life.